# Russische Akademie der Wissenschaften

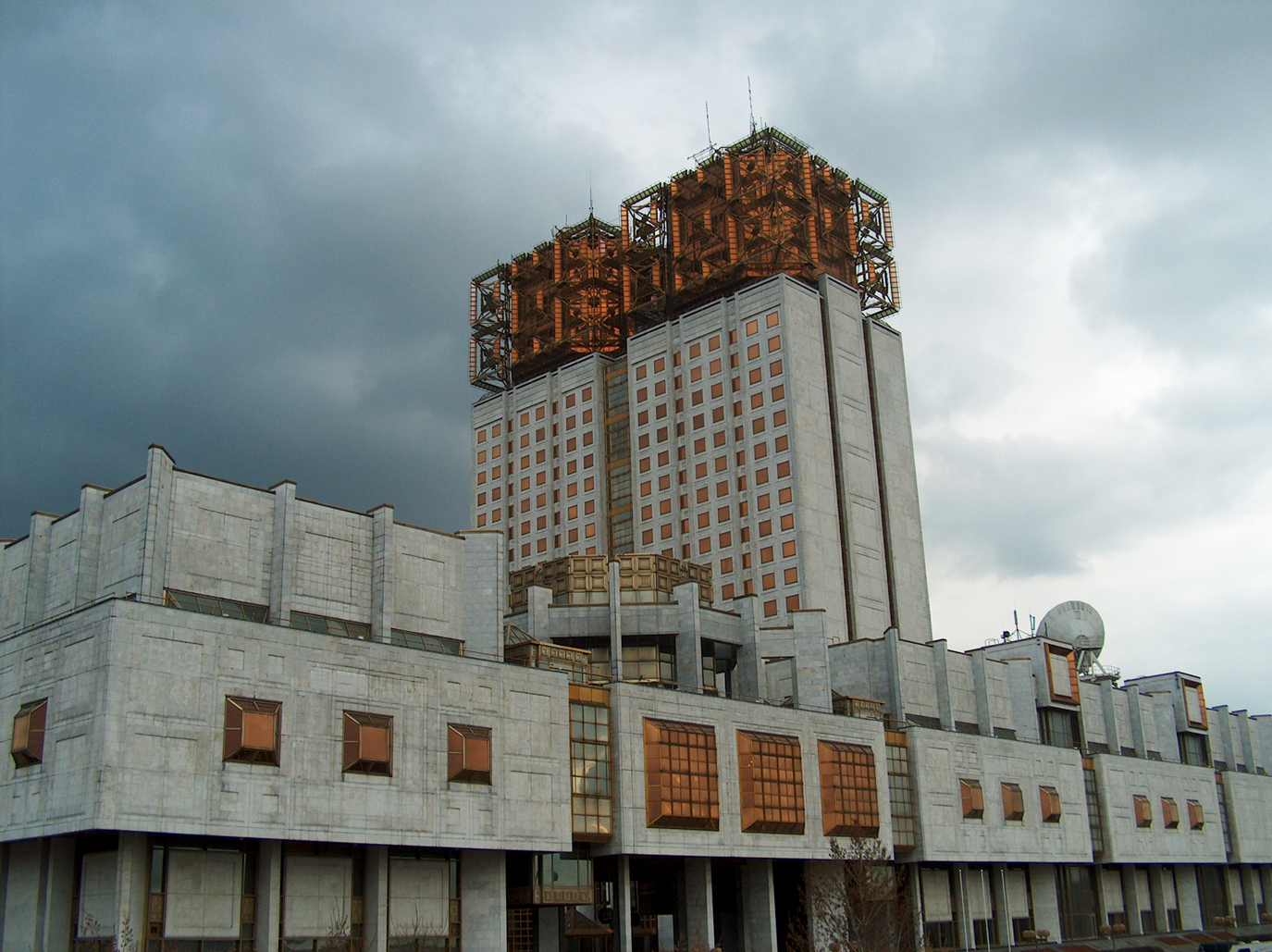
Die als „Goldenes Hirn“ bezeichnete, 1989 errichtete Zentrale der Russischen Akademie der Wissenschaften in Moskau

Die Russische Akademie der Wissenschaften (RAW; russisch Российская академия наук – Rossijskaja akademija nauk, kurz RAN) ist die nationale Akademie der Wissenschaften in Russland.
Sie wurde 1724 von Peter dem Großen gegründet und gefördert und hieß zwischen 1925 und 1991 Akademie der Wissenschaften der UdSSR (Академия наук СССР). Heute ist sie die ranghöchste Forschungseinrichtung der Russischen Föderation mit 13 Fachabteilungen, drei regionalen Abteilungen, 15 regionalen Wissenschaftszentren und zahlreichen Wissenschafts- und Forschungsinstitutionen in ganz Russland. Der Hauptsitz der Akademie war ursprünglich in Sankt Petersburg, wurde aber 1934 nach Moskau verlegt.

## Ziele und Struktur

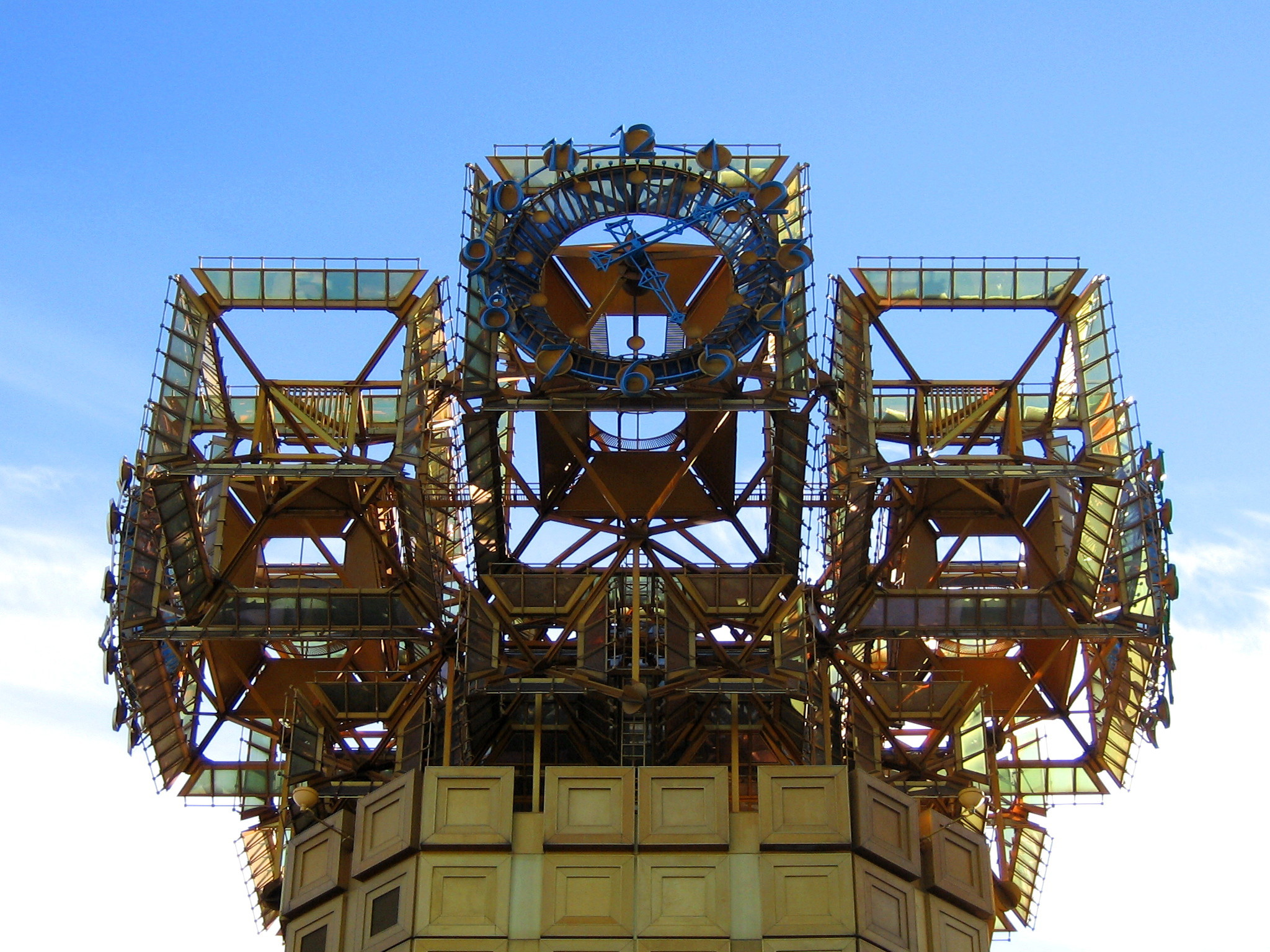
Fassadenfragment mit Uhr der Moskauer RAN-Zentrale

### Allgemeines
Die Russische Akademie der Wissenschaften stellt ihrem Wesen nach eine Arbeitsgemeinschaft von russischen Wissenschaftlern dar, die sich in akademische Mitglieder (das heißt Vollmitglieder) und korrespondierende Mitglieder, ferner wissenschaftliche Angestellte und andere Gelehrte und Spezialisten unterteilt. Mit den von der Akademie betriebenen Wissenschafts- und Forschungsorganisationen stellt sie das Hauptzentrum der grundlegenden Forschung im Bereich von Natur- und Sozialwissenschaften in Russland dar. Hervorragende Persönlichkeiten, die keine russischen Staatsbürger sind, können zu ausländischen Mitgliedern werden.
Die Vollmitglieder der RAN sind berechtigt, den akademischen Titel Academicus (Acad.) vor dem Namen zu tragen, welcher als Zeichen höchster Anerkennung betrachtet wird.
Zum Zeitpunkt Anfang Juni 2025 gab es 865 Voll-, 1134 korrespondierende und etwa 450 ausländische Mitglieder (s. Namenslisten).
Die letzte Wahl neuer Akademiemitglieder hat vom 26. bis 30. Mai 2025 stattgefunden. Die Besonderheit der Wahl 2025 genauso wie der Wahlen 2016, 2019, und 2022 war ein ziemlich großer Anteil der mit Altersobergrenze versehenen Ausschreibungen, wobei der Kandidat für eine korrespondierende Mitgliedschaft jünger als 51 (2016, 2022, 2025) oder als 56 (2019) und für eine Vollmitgliedschaft jünger als 61 (2016, 2022) sein sollte.
Seit 2015 verleiht die Akademie außerdem den Status/Ehrentitel des Professors der RAN an die russischen Spitzenforscher. Die Anzahl der Inhaber solches Titels ist heutzutage 713; die 188 von diesen Personen sind schon zu korrespondierenden Mitgliedern geworden und die 31 Professoren sogar zu Vollmitgliedern.
Die Organisationsstruktur der Akademie vereinigt ein breites Netzwerk von Forschungsinstituten und Laboratorien, die an Forschungsarbeiten in den meisten Bereichen der modernen Wissenschaft beteiligt sind. Für einige Gebiete gibt es jeweils separate wissenschaftliche Akademien, die wie die RAN staatliche Forschungs-Dachorganisationen sind: Russische Akademie für Bildung, Russische Kunstakademie, Russische Akademie für Architektur und Bauwissenschaften. Die Russische Akademie der Medizinischen Wissenschaften und die Russische Akademie der Agrarwissenschaften sind 2014 als neue Abteilungen an die RAN angeschlossen worden.
Die Akademie ist eine staatliche Organisation, die in ihrer Tätigkeit der Gesetzgebung sowie dem eigenen Statut folgt. Letzteres wird ausschließlich durch die Generalversammlung der RAN ohne staatliche Einmischung angenommen oder verändert. Die Akademie führt eine freie Aufsicht über die Kontrolle der Tätigkeit der Institute, Laboratorien und anderer Organe im Bereich der grundlegenden Forschung und Ausbildung von Spezialisten.

### Ziele
Zu den primären Zielen der Russischen Akademie der Wissenschaften gehören vor allem grundlegende Forschung im Bereich von Natur-, Sozial- und Geisteswissenschaften, die auch dazu beitragen soll, die soziale und geistige Entwicklung der russischen Gesellschaft voranzutreiben. Dies schließt auch die Auswahl und Förderung von begabten Nachwuchsforschern mit ein. Durch die vielseitige Forschungsarbeit unter Einsatz qualitativ hochwertigen Personals soll auch das Renommee der Wissenschaft und der soziale Status von Akademikern in Russland erhöht werden. Außerdem verfolgt die RAN das Ziel, die gegenseitige Integration der Forschungsaktivitäten in der Akademie, den Hochschulen und der Industrie zu fördern, um möglichst viele Synergieeffekte zwischen Wissenschaft, Ausbildung und Kultur zu erzielen und damit eine gemeinsame wissenschaftliche und technische Politik im Land zu verwirklichen.
Zur Erhöhung der Effizienz ihrer Aktivitäten fördert die RAN internationale Zusammenarbeit zwischen russischen und ausländischen Wissenschaftlern, unter anderem durch Kooperationsübereinkommen mit ausländischen Akademien der Wissenschaften und anderen Forschungsorganisationen. Außerdem richtet sie internationale Forschungszentren in Russland ein und führt internationale Kongresse, Konferenzen und Seminare durch.

### Vorstand
Präsident der Russischen Akademie der Wissenschaften ist seit 20. September 2022 der Physiker und E-Techniker Gennadi Krasnikow (sein Name wird manchmal auch als „Gennady Krasnikov“ transliteriert); die Amtszeit beträgt fünf Jahre.
Das Präsidium der Akademie besteht, einschließlich des Präsidenten, aus 82 Mitgliedern, die, genauso wie Krasnikow, von der Generalversammlung der RAN Ende September 2022 gewählt wurden. Darunter sind die zehn Vizepräsidenten. Im Präsidium gibt es die Vertreter aller Fach- und Regionalabteilungen. Bis auf vereinzelten Ausnahmen sind sie akademische Mitglieder der RAN. Sowohl der Präsident persönlich als auch das gesamte Präsidium sind der Generalversammlung der RAN rechenschaftspflichtig.

### Fach- und Regionalabteilungen
Die gegenwärtige (Stand: 2023) RAN gliedert sich in dreizehn Fachabteilungen sowie vier Regionalabteilungen und 15 regionale wissenschaftliche Zentren.
Die Fachabteilungen der Russischen Akademie der Wissenschaften sind:

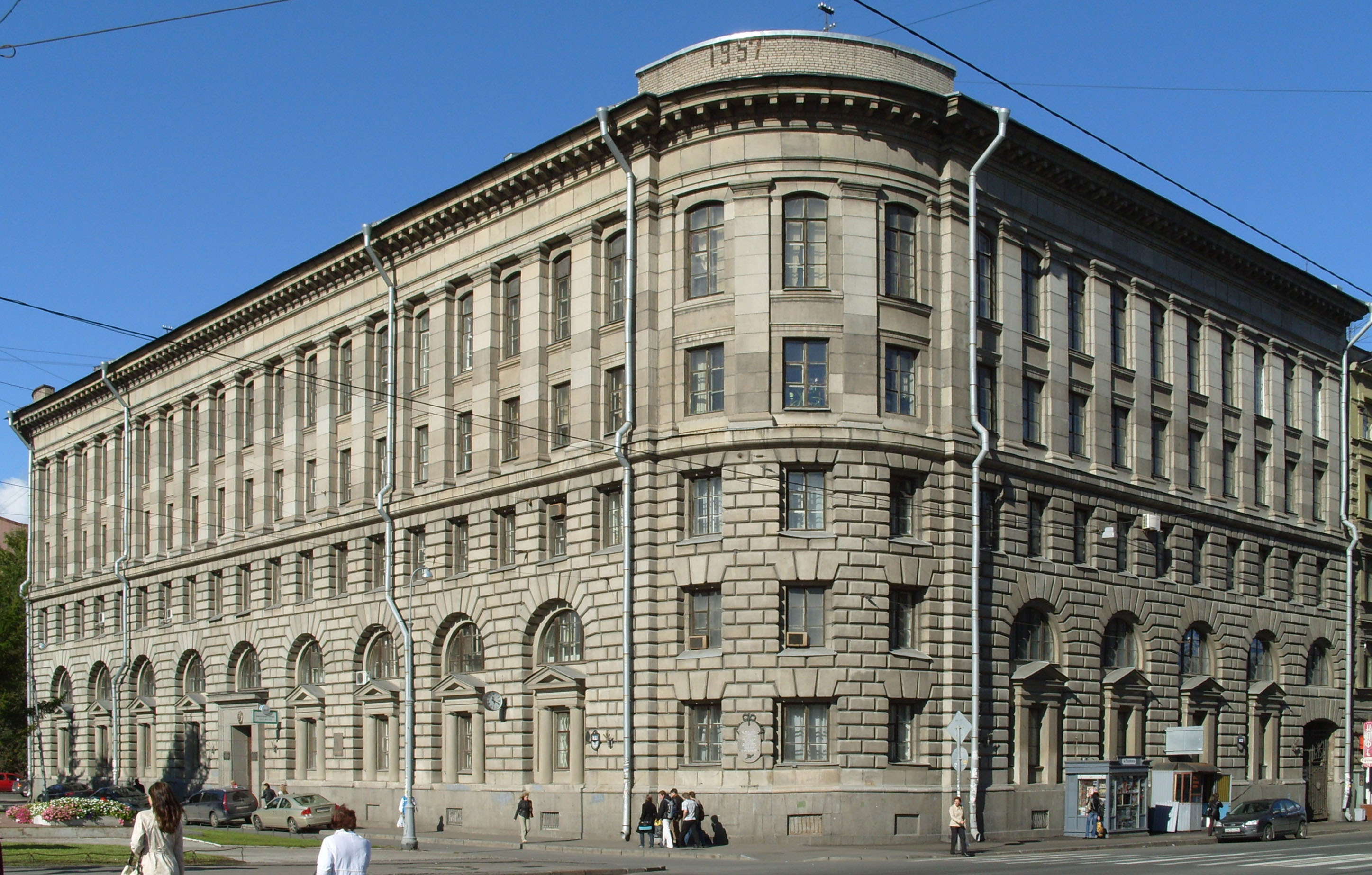
Das Gebäude des RAN-Instituts für Makromolekulare Verbindungen in Sankt Petersburg

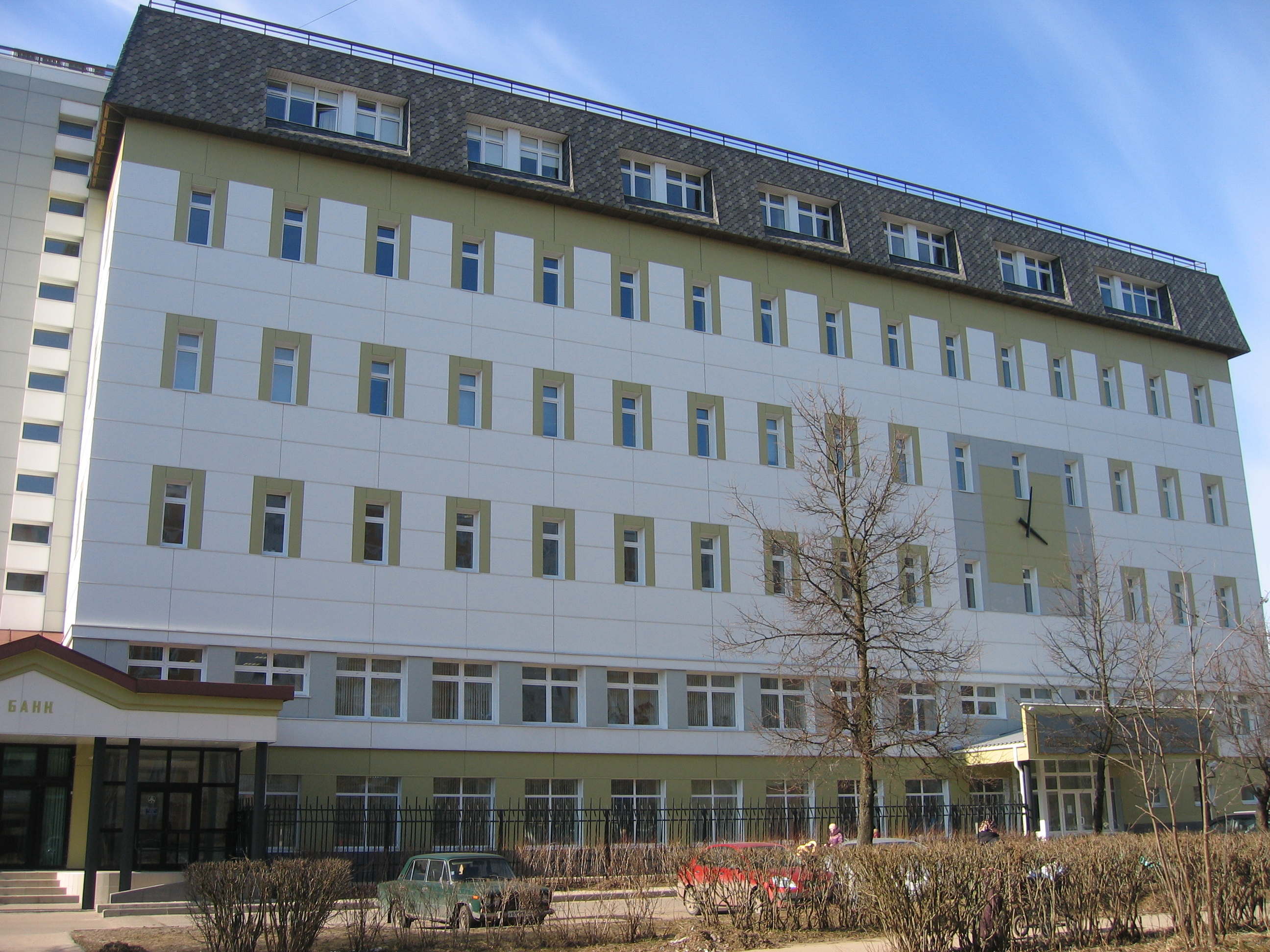
Innovationszentrum der RAW in Tschernogolowka

- Abteilung für Mathematikwissenschaften
  - Sektion für Mathematik
  - Sektion für angewandte Mathematik und Informatik
- Abteilung für Physikwissenschaften
  - Sektion für allgemeine Physik und Astronomie
  - Sektion für Kernphysik
- Abteilung für Energiewirtschaft, Maschinenbau, Mechanik und Steuerungsprozesse
  - Sektion für Mechanik
  - Sektion für Maschinenbau
  - Sektion für Energiewirtschaft
- Abteilung für Nanotechnologien und Informationstechnologien
- Abteilung für Chemie und Materialwissenschaften
  - Sektion für Chemie
  - Sektion für Materialwissenschaften
- Abteilung für biologische Wissenschaften
  - Sektion für physisch-chemische Biologie
  - Sektion für Biologie
- Abteilung für Geowissenschaften
- Abteilung für Gesellschaftswissenschaften
  - Sektion für Philosophie, Soziologie, Psychologie und Recht
  - Sektion für Wirtschaft
- Abteilung für Geschichts- und Sprachwissenschaften
- Abteilung für globale Probleme und Internationale Beziehungen
- Abteilung für Medizin
- Abteilung für Physiologie
- Abteilung für Agrarwissenschaften

Die vier letztgenannten Abteilungen sind 2014 in die RAN integriert worden, weil die Akademien der Medizin und der Agrarwissenschaften an die RAN angeschlossen wurden, sowie wegen weiterer Umstrukturierungen.
Jede Fachabteilung verfügt jeweils über eine bestimmte Zahl von Forschungseinrichtungen, die sich auf bestimmte engere Tätigkeitsschwerpunkte spezialisieren. In vielen Fällen handelt es sich hierbei um Forschungsinstitute auf einem bestimmten Gebiet. Einige dieser Institute sind international bekannt, wie beispielsweise das Informationszentrum WINITI, das Steklow-Institut für Mathematik oder das Lebedew-Institut.
Darüber hinaus ist die RAN nach regionaler Präsenz unterteilt: Sie hat derzeit vier Regionalabteilungen – die Abteilung Sibirien in Nowosibirsk, die Abteilung Ural in Jekaterinburg, die Abteilung Sankt Petersburg und die Abteilung Fernost in Wladiwostok – sowie insgesamt 15 Wissenschaftszentren in Wladikawkas, Dagestan, Kabardino-Balkarien, Kasan, der Republik Karelien, der Republik Komi, in Tschernogolowka, Puschtschino, Samara, Sankt Petersburg, Nischni Nowgorod, Saratow, Troizk, Ufa und Rostow am Don.

## Geschichte

### 18. und 19. Jahrhundert
Die Gründung der Russischen Akademie der Wissenschaften war einer der Bestandteile der Reformen von Zar Peter I., dem Großen, die vor allem zum Ziel hatten, den russischen Staat zu modernisieren und somit auch seine Wissenschaft und Forschung möglichst auf einen mit führenden europäischen Ländern vergleichbaren Stand zu bringen. Hierbei sollten sämtliche vor allem strategisch wichtige Wissenschafts- und Forschungsaktivitäten des Landes unter dem Dach einer Institution vereinigt werden. Letztere sollten dem Staat gehören und diesem auch unterstehen. Dieser Aspekt unterschied die neu gegründete Russische Akademie der Wissenschaften von vergleichbaren Institutionen des europäischen Auslandes, die mehr Autonomie vom Staat genießen konnten.
Als Gründungsdatum der Akademie gilt der 8. Februar 1724, als der von Peter dem Großen initiierte Erlass über die Einrichtung der Akademie vom Regierenden Senat verabschiedet wurde. Der feierliche Gründungsakt der neuen Akademie, die ihren Sitz in der neuen Hauptstadt Sankt Petersburg erhielt, wurde am 27. Dezember 1725 begangen. Ihr erster Präsident war der renommierte Mediziner Lorenz Blumentrost (1692–1755). In den Anfangszeiten war die Akademie nach ihren Haupttätigkeitsfeldern in drei Fachabteilungen unterteilt: die mathematische, die physisch-naturwissenschaftliche und die geisteswissenschaftliche. Peter der Große, der sich sehr für Wissenschaft und Technik interessierte und die Einrichtung der Akademie als eines seiner wichtigsten Reformvorhaben betrachtete, setzte sich auch nach deren Gründung dafür ein, dass die neue Institution nicht nur innerhalb Russlands an Ansehen gewann. Hierzu wurde eine Reihe von verdienten ausländischen Akademikern nach Petersburg eingeladen und zu Mitgliedern der Akademie ernannt, darunter Nikolaus und Daniel Bernoulli, Christian Goldbach, Georg Bernhard Bilfinger, Joseph-Nicolas Delisle, Leonhard Euler und Gerhard Friedrich Müller. Zudem erhielt die Akademie mehrere wichtige wissenschaftliche Einrichtungen des Landes unter ihre Verwaltung, darunter die Petersburger Kunstkammer, ein astronomisches Observatorium, einen botanischen Garten, ein anatomisches Theater und eine Druckerei.

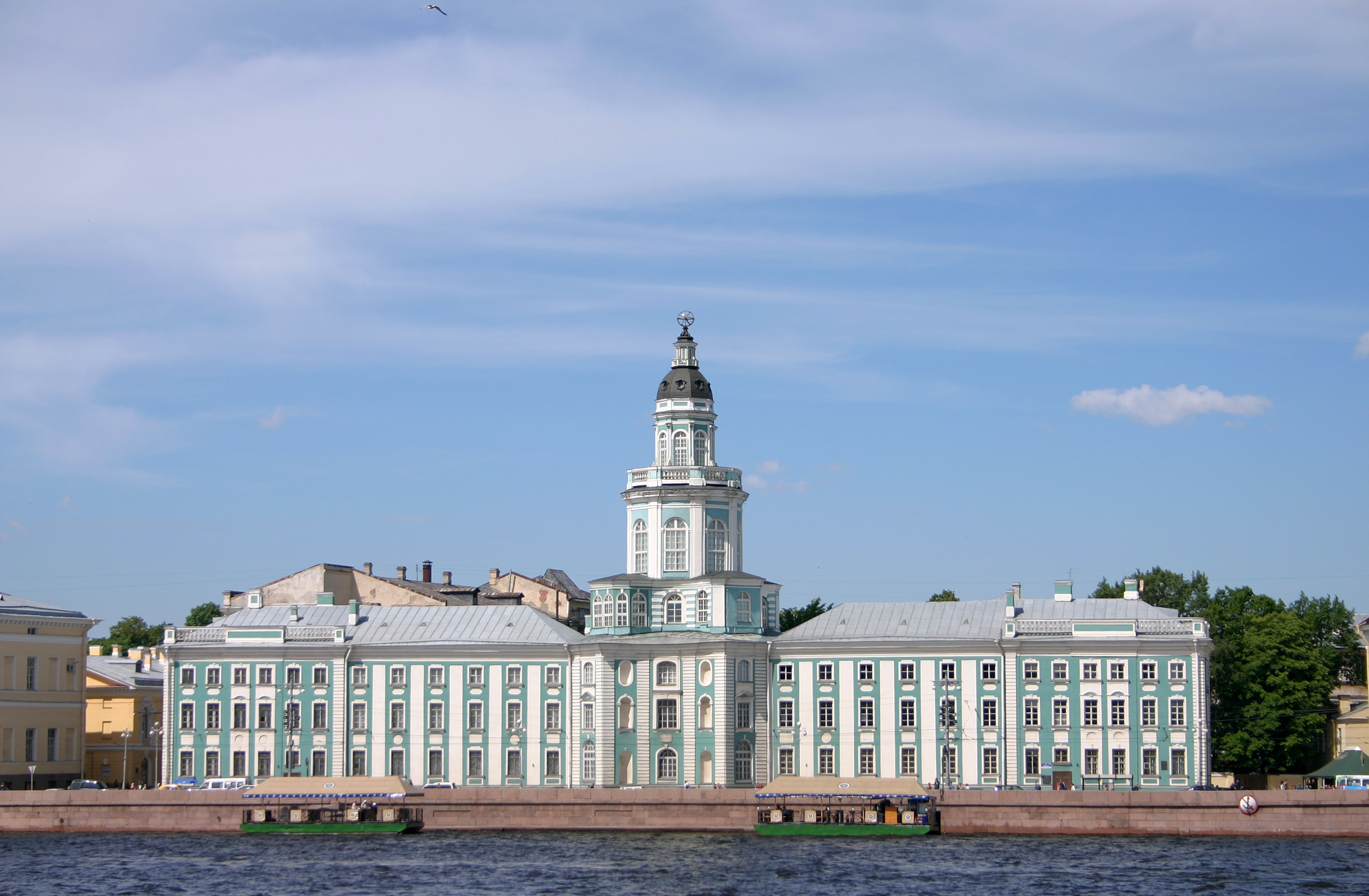
Der ehemalige Hauptsitz der Akademie in Sankt Petersburg. Im 1734 erbauten barocken Palast ist heute die Petersburger Kunstkammer untergebracht.

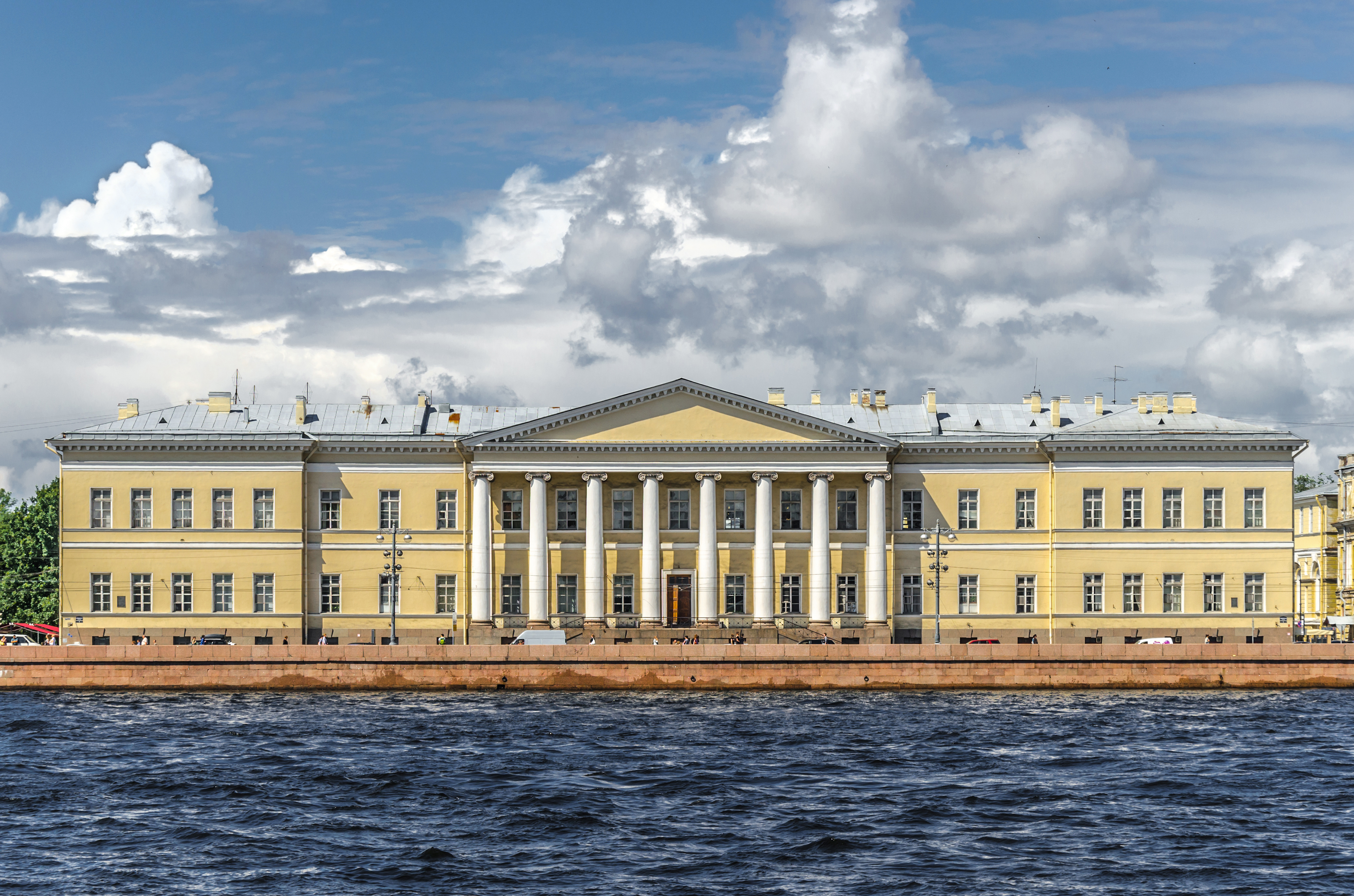
Gebäude der ehemaligen Akademie in Sankt Petersburg

Die ausgedehnte Infrastruktur der Akademie und die Mitarbeit renommierter in- und ausländischer Forscher haben bereits wenige Jahrzehnte nach der Gründung zu herausragenden Leistungen in diversen Bereichen der russischen Wissenschaft geführt. So konnte von der geowissenschaftlichen Abteilung bereits 1745 die erste vollständige geographische Karte Russlands angefertigt werden. Zu den wichtigsten Errungenschaften der Akademie in den ersten Jahren ihres Bestehens zählen unter anderem die vielen Entdeckungen des Universalgelehrten Michail Lomonossow im natur- und geowissenschaftlichen Bereich, die mathematischen Forschungsarbeiten Eulers sowie mehrere Forschungsexpeditionen in vormals unerschlossene Gebiete des Russischen Reichs, darunter die Zweite Kamtschatkaexpedition. Ab 1728 verlegte die Akademie ihre eigene Forschungszeitschrift auf Latein.
Auch im Laufe des 19. Jahrhunderts war die Tätigkeit der Akademie von herausragenden wissenschaftlichen Leistungen geprägt. Zu nennen ist in diesem Zusammenhang beispielsweise die erste russische Weltumsegelung in den Jahren 1803–1806 unter dem Kommando Johann Krusensterns sowie die 1820 erfolgte Entdeckung der Antarktis bei einer Expedition Fabian Gottlieb von Bellingshausens und Michail Lasarews. 1841 wurde die noch 1783 gegründete Petersburger Akademie für Russische Sprache, zu deren Mitgliedern berühmte Literaten wie die Dichter Derschawin und Puschkin gehörten, in die Akademie der Wissenschaften als Fachabteilung für Russische Sprache eingegliedert. Wichtige Arbeiten im Bereich Mathematik und Statistik leistete im 19. Jahrhundert Pafnuti Tschebyscheff, ebenfalls Akademiemitglied. Im späten 19. Jahrhundert und in den ersten Jahren des 20. Jahrhunderts war die Akademie Arbeitsort weltbekannter russischer Naturwissenschaftler wie Dmitri Mendelejew, Alexander Butlerow und Wladimir Wernadski. Zwei Akademiemitglieder, nämlich die Mediziner Iwan Pawlow und Ilja Metschnikow, gehörten zu den ersten Trägern des Nobelpreises.

### Akademie der Wissenschaften der UdSSR
In der Zeit des politischen Umbruchs in Russland im Anschluss an die Oktoberrevolution 1917 stand die vormalige Kaiserlich-Russische Akademie der Wissenschaften zunächst vor einer ungewissen Zukunft, auch weil ein nicht unbeträchtlicher Teil ihrer Mitglieder der Machtübernahme durch die Bolschewiki offen ablehnend gegenüberstand. Dennoch ging der Forschungsbetrieb auch in den ersten Jahren nach der Revolution weiter. Zu den wichtigsten Aktivitäten der 1920er-Jahre gehörte unter anderem die Erforschung der riesigen Kursker Magnetanomalie im Südwesten Russlands, der Bodenschätze der Kola-Halbinsel sowie die Erarbeitung des staatlichen Plans GOELRO zur flächendeckenden Elektrifizierung des Landes. Außerdem wurden in den frühen 1920er-Jahren umfassende strukturelle Reformen innerhalb der Akademie durchgeführt. Dabei entstanden innerhalb der Akademie die ersten Forschungsinstitute, außerdem stieg bis 1925 die Zahl der wissenschaftlichen Angestellten der Akademie um das Vierfache im Vergleich zu 1917.
Eine wichtige Veränderung brachte die Oktoberrevolution von 1917. Bereits 1918 begann in den späteren Unionsrepubliken der Sowjetunion die Bildung eigener Akademien der Wissenschaften – die erste von ihnen war die in jenem Jahr eingerichtete Nationale Akademie der Wissenschaften der Ukraine. 1925 erhielt die Russische Akademie der Wissenschaften den Status der übergeordneten Wissenschafts- und Forschungsinstitution der Sowjetunion. Dabei wurde sie offiziell in Akademie der Wissenschaften der UdSSR umbenannt. 1934 wurde ihr Hauptsitz in die Hauptstadt Moskau verlegt, wo er sich bis heute befindet. Ende der 1930er-Jahre belief sich die Anzahl der Fachabteilungen der Akademie bereits auf acht.

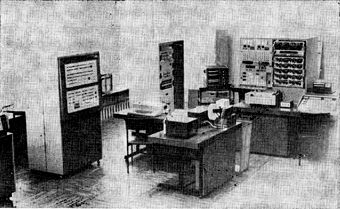
Der 1971 entwickelte Hybridrechner HRS-100 in der Akademie der Wissenschaften der UdSSR

Neben ausgedehnten strukturellen Veränderungen war die Arbeit der Akademie im 20. Jahrhundert vor allem von der raschen Industrialisierung der Sowjetunion geprägt, was zu jener Zeit einen enormen Bedarf an Forschungsarbeit vor allem in verschiedenen Bereichen der Naturwissenschaften hervorbrachte. Auch die militärischen Erfolge des Sowjetstaates, die ihm letztlich den Supermachtstatus gebracht hatten – so auch die Entwicklung der ersten sowjetischen Atombombe – waren in vielen Fällen renommierten Akademiemitgliedern zu verdanken. Zu den weiteren Forschungsschwerpunkten innerhalb der Akademie zur Sowjetzeit gehört die Entwicklung des sowjetischen Raumfahrtprogramms, die Erschließung zahlreicher neuer Rohstoffvorkommen durch Geologen, vor allem aber die Arbeiten in der Kernforschung und anderen Bereichen der Physik. So waren unter den sowjetischen Nobelpreisträgern besonders viele Physiker: 1958 Pawel Tscherenkow, Ilja Frank und Igor Tamm, 1962 Lew Landau, 1964 Nikolai Bassow und Alexander Prochorow, 1978 Pjotr Kapiza.
Vor allem in der Nachkriegszeit entstanden in mehreren Regionen der Sowjetunion regionale Abteilungen der Sowjetischen Akademie der Wissenschaften sowie große Wissenschaftszentren in teilweise extra hierfür erbauten Städten wie Akademgorodok, Dubna, Troizk, Puschtschino oder Tschernogolowka. Außerdem war die Akademie der Wissenschaften der UdSSR maßgeblich an der Gründung vieler neuer Hochschulen auf dem Gebiet der Sowjetunion beteiligt.

### Nach dem Zusammenbruch der Sowjetunion
Mit der Auflösung der Sowjetunion war auch das Ende der Akademie der Wissenschaften der UdSSR als solcher besiegelt. Am 21. November 1991 wurde die Akademie nach einem Erlass des damaligen russischen Präsidenten Boris Jelzin in die Russische Akademie der Wissenschaften (RAN) umbenannt. Auf dem Gebiet der Russischen Föderation wurde die RAN Rechtsnachfolger der ehemaligen Akademie der Wissenschaften der UdSSR.
Zugleich erlebte die Akademie kurz nach dem Ende des Sowjetstaates erneut eine Phase ungewisser Zukunft, als mit der Bildung unabhängiger Staaten aus ehemaligen Teilrepubliken der Sowjetunion die Rolle der RAN als übergeordnete Akademie entfiel und die ehemaligen Republiksakademien nunmehr selbständig wurden. Hinzu kam ein schwerer wirtschaftlicher Niedergang Anfang der 1990er-Jahre in ganz Russland, der auch die Akademie der Wissenschaften in extreme finanzielle Schwierigkeiten stürzte. Diese Krise, in deren Folge es zu einer Abwanderung vieler hochqualifizierter, aber schlecht bezahlter wissenschaftlicher Kräfte in die USA und ins europäische Ausland gekommen ist, dauerte rund ein Jahrzehnt. Die Folgen der Unterfinanzierung der RAN sind teilweise bis heute spürbar: So verdoppelte sich das durchschnittliche Alter der wissenschaftlichen Geräte der RAN von 1990 bis 2006 von 7,5 auf rund 15 Jahre.

#### Reform (2013–2018)
In den Jahren 2013–2018 wurde die Reform der staatlichen Akademien der Wissenschaften in Russland durchgeführt, mit folgenden Maßnahmen:
- Die Russische Akademie für Agrarwissenschaften und die Russische Akademie für Medizinwissenschaften wurden an die RAN angeschlossen, dadurch entstanden die neuen Fachabteilungen der erweiterten RAN.
- Die sogenannte Föderale Agentur für Wissenschaftliche Organisationen — FAWO (russisch Федеральное агентство научных организаций — ФАНО России) wurde gegründet, in deren Zuständigkeit das Eigentum und die Immobilien der RAN übertragen wurden.
- Die Bewertung der Forschungsinstitute der RAN wurde vorgenommen und die Institute auf dieser Basis in drei Kategorien eingruppiert: die führenden, mittleren und schwachen (die letzten können später umstrukturiert werden).
- Die Gehälter wissenschaftlicher Mitarbeiter erhöhten sich bis zum doppelten Durchschnittsgehalt im öffentlichen Dienst der jeweiligen Region; ferner wurde der Russische Wissenschaftsfonds (russisch Российский научный фонд — РНФ) ins Leben gerufen, dessen Grants wertvoller sind, als die der bisher funktionierenden ähnlichen Stiftungen.
- Zur Tätigkeit in Direktoraten der Institute der RAN wurden Personen relativ junger Generationen aktiv herangezogen; auch führte man etliche Altersbeschränkungen bei der Wahl der Akademiemitglieder ein.
- Für die Fachexpertise der großen staatlichen Projekte ist der RAN die Hauptrolle zugeordnet worden.

Die Fusionierung der Akademien, die Initiative mit dem neuen Fonds sowie die Steigerung des Anteils junger Forscher in leitenden Positionen werden im Allgemeinen positiv oder neutral angesehen.
Aber die Übergabe des Eigentums der RAN an die FAWO verursachte Missvertrauen in den wissenschaftlichen Kreisen. Angeblich solle dieser Schritt dafür dienen, dass die Forscher von Nebensachen, wie Wartungsarbeiten an den Gebäuden, befreit werden. Trotzdem gab und gibt es den Verdacht, dass das Eigentum im Endeffekt in die Hände der Machtinhaber oder sogar von Kriminellen kommt und so von der Akademie endgültig entzogen wird. Besonders stark waren die Proteste gegen diese Übergabe am Anfang der Reform 2013, auch weil diese Reform ganz spontan eingeleitet wurde. Die Ideologen der Reform hatten zuerst vor, die drei Akademien überhaupt abzuschaffen und eine neue staatlich-öffentliche Organisation als Ersatz zu stiften. Wegen kräftiger Proteste, auch auf der internationalen Ebene, wurde das Reformgesetz „gemildert“. Allmählich hat sich die Situation teilweise beruhigt.
Offiziell wurde das Ende der Reform während der Gesamtversammlung der RAN im März 2018 verkündet.
Am 15. Mai hat der russische Präsident Wladimir Putin die FAWO abgeschafft. Gleichzeitig wurde das bisherige Ministerium für Bildung und Wissenschaft in zwei separate Ministerien aufgeteilt — für Bildung (umfasst Erziehung, Schul- und Berufsausbildung) und für Wissenschaft und Hochschulangelegenheiten. Das letztgenannte muss die ehemalige Struktur der FAWO miteinschließen und die Institute der RAN weiterhin verwalten.

#### Brand 2015

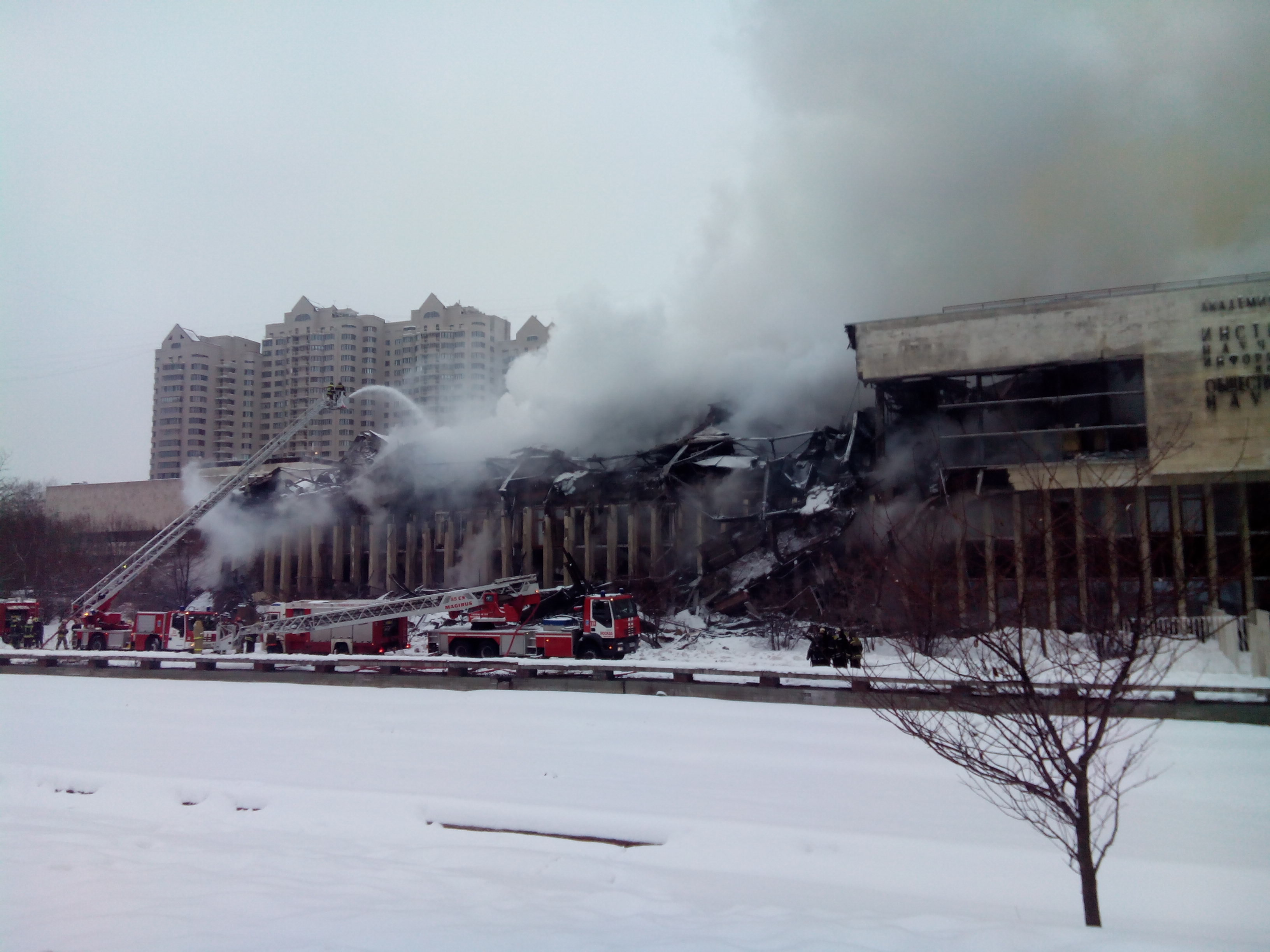
Zerstörte Bibliothek des INION (2015)

Ein Brand am 30. und 31. Januar 2015 im Gebäude des Instituts für wissenschaftliche Information zu den Gesellschaftswissenschaften der Russischen Akademie der Wissenschaften (INION RAN) in Moskau zerstörte größere Gebäudeteile, insbesondere die Bibliothek. Zahlreiche wertvolle Dokumente wurden zerstört oder schwer geschädigt. Zu den zerstörten Beständen gehört unter anderem eine einzigartige Sammlung von UN-Dokumenten. Gegen Juri Piwowarow, zum Zeitpunkt des Brandes Direktor des Instituts, und Kremlkritiker wurden von staatlichen Medien massive Vorwürfe laut. So wurde dem Wissenschaftler unter anderem vorgeworfen, mit der NATO zu paktieren und für Korruption im Institut verantwortlich zu sein. Das Strafverfolgungskomitee der Russischen Föderation eröffnete schließlich im Zusammenhang mit dem Brand am 20. April 2015 gegen Piwowarow ein Verfahren wegen Fahrlässigkeit.

## Präsidenten der Akademie
Ernannte Präsidenten:
- 7. Dezember 1725 bis 6. Juni 1733 Laurentius (Lorenz) Blumentrost (Lawrenti Lawrentjewitsch Bljumentrost), Arzt
- 9. August 1733 bis 23. September 1734 Hermann Carl von Keyserlingk, Diplomat
- 23. September 1734 bis 27. März 1740 Johann Albrecht von Korff, Diplomat
- 24. April 1740 bis 15. April 1741 Karl Hermann von Brevern, Diplomat
- 21. Mai 1746 bis 15. April 1798 Kirill Rasumowski, Staatsmann und Militär

Während der Präsidentschaft Rasumowskis zu eigentlichen Leitung der Akademie berufene Direktoren (teils mehrere zugleich):
- 5. Oktober 1766 bis 5. Dezember 1774 Wladimir Orlow, Staatsmann
- 29. Mai 1771 bis 25. Oktober 1773 Alexei Rschewski, Dichter
- 1. Juli 1775 bis 15. Januar 1783 Sergei Domaschnew, Schriftsteller und Dichter
- 24. Januar 1783 bis 12. November 1796 Jekaterina Daschkowa,
- 12. November 1796 bis 8. April 1798 Pawel Bakunin, Publizist

- 15. April 1798 bis 6. Februar 1803 Ludwig Heinrich von Nicolay (Andrei Lwowitsch Nikolai), Lyriker
- 14. Februar 1803 bis 3. April 1810 Nikolai Nowossilzew (Nowossilzow), Staatsmann und Diplomat
- 12. Januar 1818 bis 4. September 1855 Sergei Uwarow, Staatsmann
- 26. November 1855 bis 19. Februar 1864 Dmitri Bludow, Staatsmann, Diplomat und Publizist
- 23. Februar 1864 bis 25. April 1882 Friedrich Benjamin von Lütke, Geograph, Seefahrer und Entdecker
- 25. April 1882 bis 25. April 1889 Dmitri Tolstoi, Staatsmann
- 3. Mai 1889 bis 2. Juni 1915 Konstantin Romanow, Staatsmann und Militär

Gewählte Präsidenten:
- 15. Mai 1917 bis 15. Juli 1936 Alexander Karpinski, Geologe
- 29. Dezember 1936 bis 17. Juli 1945 Wladimir Komarow, Botaniker und Geograph
- 17. Juli 1945 bis 25. Januar 1951 Sergei Wawilow, Physiker
- 16. Februar 1951 bis 19. Mai 1961 Alexander Nesmejanow, Chemiker
- 19. Mai 1961 bis 19. Mai 1975 Mstislaw Keldysch, Mathematiker
- 25. November 1975 bis 16. Oktober 1986 Anatoli Alexandrow, Physiker
- 16. Oktober 1986 bis 17. Dezember 1991 Guri Martschuk, Mathematiker
- 17. Dezember 1991 bis 29. Mai 2013 Juri Ossipow, Mathematiker
- 29. Mai 2013 bis 23. März 2017 Wladimir Fortow, Physiker
- 24. März 2017 bis 26. September 2017 Waleri Koslow, Mathematiker
- 27. September 2017 bis 19. September 2022 Alexander Sergejew, Physiker
- seit 20. September 2022 Gennadi Krasnikow, Physiker und E-Techniker

Anmerkung: 1924–1991 Akademie der Wissenschaften der UdSSR; Quelle: offizielle Liste

## Bekannte Mitglieder der Akademie (Auswahl)
Nachfolgend findet sich eine Auswahl von prominenten nationalen (akademischen oder korrespondierenden) und ausländischen Mitgliedern der Russischen bzw. Sowjetischen Akademie der Wissenschaften. Für eine umfassendere Liste der Mitglieder siehe auch Kategorie:Mitglied der Russischen Akademie der Wissenschaften.

### Ausländische Mitglieder

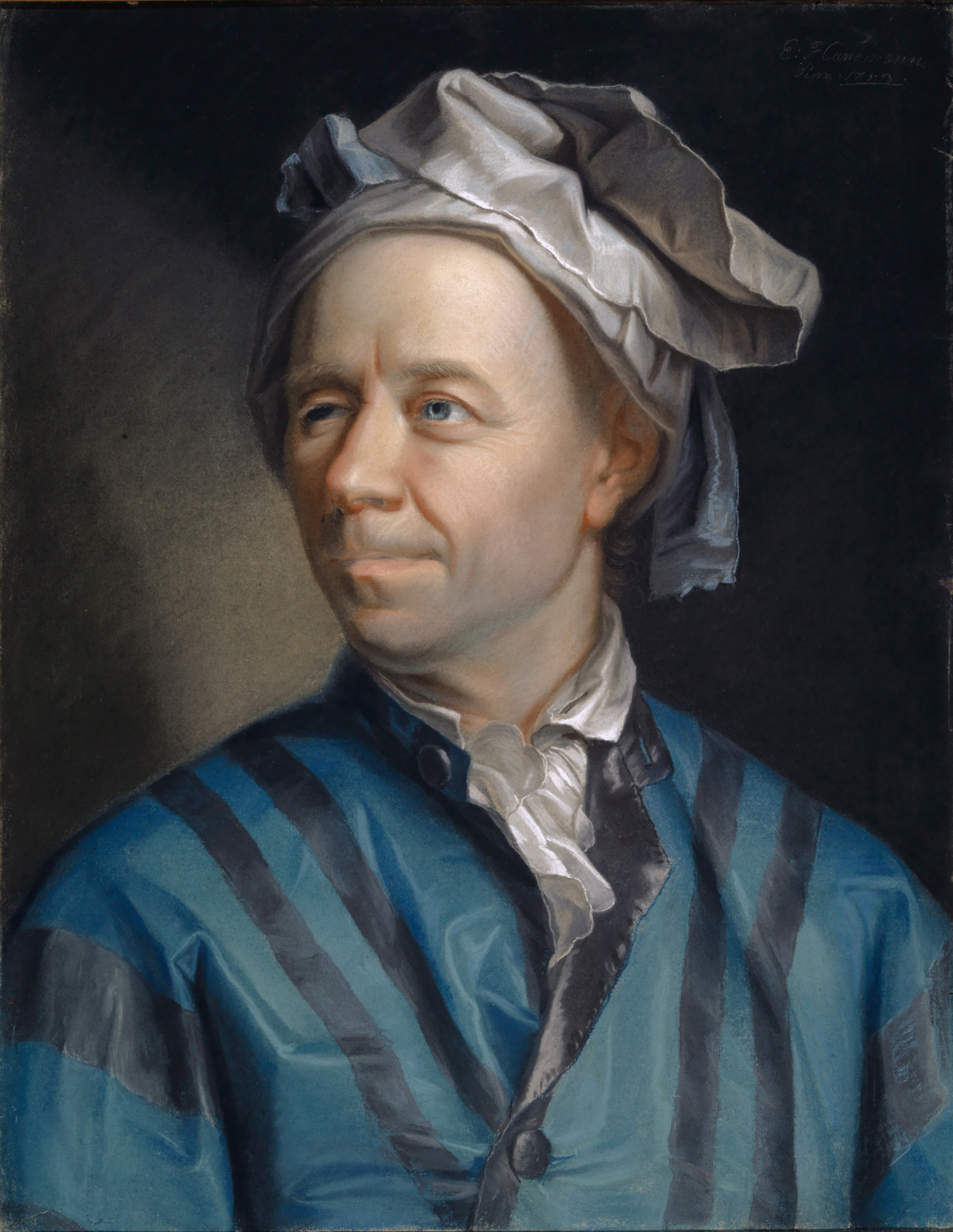
Leonhard Euler

- Holm Altenbach (* 1956), Ingenieurwissenschaftler (Deutschland)
- Hartwig Ludwig Christian Bacmeister (1730–1806), Historiker, Geograph, Bibliograph (Deutschland)
- Daniel Bernoulli (1700–1782), Mathematiker (Schweiz)
- Nikolaus II Bernoulli (1695–1726), Mathematiker (Schweiz)
- Georg Bernhard Bilfinger (1693–1750), Philosoph (Deutschland)
- Dieter Bimberg (* 1942), Physiker (Deutschland)
- August Gustav Heinrich von Bongard (1786–1839), Botaniker (Deutschland)
- Nicolas-Gabriel Clerc (1726–1798), Arzt (Frankreich)
- Joseph-Nicolas Delisle (1688–1768), Astronom (Frankreich)
- Manfred Eigen (1927–2019), Chemiker, Nobelpreisträger (Deutschland)
- Richard R. Ernst (1933–2021), Chemiker (Schweiz)
- Leonhard Euler (1707–1783), Mathematiker (Schweiz)
- Johan Gadolin (1760–1852), Chemiker (Finnland)
- Christian Goldbach (1690–1764), Mathematiker (Deutschland)
- Christian Friedrich Graefe (1780–1851), klassischer Philologe (Deutschland)
- August Nathanael Grischow (1726–1760), Mathematiker (Deutschland)
- Friedrich Hirzebruch (1927–2012), Mathematiker (Deutschland)
- Moritz Hermann von Jacobi (1801–1874), Physiker (Deutschland)
- Paul Henri Thiry d’Holbach (1723–1789), Enzyklopädist, Philosoph, Aufklärer, Mitglied ab 1780
- Emanuel Kayser (1845–1927), Geologe, Mitglied ab 1892
- Gustav Adolf Kenngott (1818–1897), Mineraloge (Deutschland)
- Georg Wolfgang Krafft (1701–1754), Physiker (Deutschland)
- Wolfgang Ludwig Krafft (1743–1814), Astronom (Deutschland)
- Werner Krawietz (1933–2019), Rechtswissenschaftler (Deutschland)
- Otto Wille Kuusinen (1881–1964), Politiker (Finnland)
- Franz von Löher (1818–1892), Archivdirektor, Historiker (Deutschland)
- Johann Carl Friedrich Meyer (1739–1811), Pharmazeut, Chemiker (Deutschland)
- Gerhard Friedrich Müller (1705–1783), Sibirienforscher (Deutschland)
- Heinrich Nöth (1928–2015), Chemiker (Deutschland)
- Peter Simon Pallas (1741–1811), Geograph (Deutschland)
- Hermann Parzinger (* 1959), Prähistoriker (Deutschland)
- Herbert W. Roesky (* 1935), Chemiker (Deutschland)
- August Schleicher (1821–1868), Sprachwissenschaftler (Deutschland)
- Johannes Schmidt (1843–1901), Sprachwissenschaftler (Deutschland)
- Johann Andreas von Segner (1704–1777), Mathematiker und Physiker (Deutschland)
- Heinz A. Staab (1926–2012), Chemiker (Deutschland)
- Friedrich Georg Wilhelm Struve (1793–1864), Astronom (Deutschland)
- Șerban Țițeica (1908–1985), Physiker (Rumänien)
- Melchior Treub (1851–1910), Botaniker (Niederlande)
- Josias Weitbrecht (1702–1747), Anatom (Deutschland)
- Tadeusz Stefan Zieliński (1859–1944), Kulturhistoriker (Polen)

### Russische/sowjetische Mitglieder

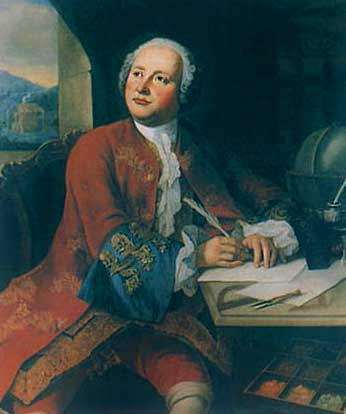
Michail Lomonossow

- Alexei Abrikossow (1928–2017), Physiker, Nobelpreisträger
- Grigori Alexandrow (1908–1961), Philosoph, Politiker
- Schores Alfjorow (1930–2019), Physiker, Nobelpreisträger
- Nikolai Andrussow (1861–1924), Geologe und Paläontologe
- Karl Ernst von Baer (1792–1876), Biologe und Anthropologe
- Nikolai Bassow (1922–2001), Physiker, Nobelpreisträger
- Spartak Beljajew (1923–2017), Physiker
- Lew Berg (1876–1950), russischer Zoologe und Geograph
- Nikolai Bogoljubow (1909–1992), Physiker und Mathematiker
- Alexander Butlerow (1828–1886), Chemiker
- Alexander Fersman (1883–1945), Mineraloge
- Ilja Frank (1908–1990), Physiker, Nobelpreisträger
- Witali Ginsburg (1916–2009), Physiker, Nobelpreisträger
- Sergei Iljuschin (1894–1977), Flugzeugkonstrukteur
- Alexander Nikolajewitsch Jakowlew (1923–2005), Politiker
- Alexander Sergejewitsch Jakowlew (1906–1989), Flugzeugkonstrukteur
- Michail Jangel (1911–1971), Raketenkonstrukteur
- Leonid Kantorowitsch (1912–1986), Mathematiker, Nobelpreisträger (Wirtschaftswissenschaften)
- Pjotr Kapiza (1894–1984), Physiker, Nobelpreisträger
- Andrei Kolmogorow (1903–1987), Mathematiker
- Sergei Koroljow (1907–1966), Raketenkonstrukteur
- Iwan Krylow (1769–1844), Fabeldichter
- Igor Kurtschatow (1903–1960), Physiker
- Lew Landau (1908–1968), Physiker, Nobelpreisträger
- Waleri Alexejewitsch Legassow (1936–1988), anorganischer Chemiker
- Dmitri Lichatschow (1906–1999), Philologe
- Alexander Ljapunow (1857–1918), Mathematiker
- Michail Lomonossow (1711–1765), Universalgelehrter
- Andrei Markow (1856–1922), Mathematiker
- Ilja Metschnikow (1845–1916), Bakteriologe, Nobelpreisträger (Medizin)
- Artjom Mikojan (1905–1970), Flugzeugkonstrukteur
- Wladimir Obrutschew (1863–1956), Geologe
- Sergei Oldenburg (1863–1934), Orientalist
- Iwan Pawlow (1849–1936), Mediziner und Physiologe, Nobelpreisträger
- Alexander Prochorow (1916–2002), Physiker, Nobelpreisträger
- Andrei Sacharow (1921–1989), Kernphysiker, Nobelpreisträger (Friedensnobelpreis)
- Wiktor Schirmunski (1891–1971), Philologe
- Otto Schmidt (1891–1956), Arktisforscher
- Michail Scholochow (1905–1984), Schriftsteller, Nobelpreisträger (Literatur)
- Alexei Schtschussew (1873–1949), Architekt
- Nikolai Selinski (1861–1953), Chemiker
- Nikolai Semjonow (1896–1986), Chemiker, Nobelpreisträger
- Wladimir Smirnow (1887–1974), Mathematiker
- Alexander Solschenizyn (1918–2008), Schriftsteller, Nobelpreisträger (Literatur)
- Igor Tamm (1895–1971), Physiker, Nobelpreisträger
- Jewgeni Tarle (1874–1955), Historiker
- Alexei Tolstoi (1883–1945), Schriftsteller
- Wassili Trediakowski (1703–1769), Dichter
- Pafnuti Tschebyschow (1821–1894), Mathematiker
- Pawel Tscherenkow (1904–1990), Physiker, Nobelpreisträger
- Sergei Uwarow (1786–1855), Literaturwissenschaftler, Präsident
- Christian Friedrich Völkner (1728–1796), Historiker und Begründer der Bergbau-Dynastie Völkner
- Sergei Wawilow (1891–1951), Physiker
- Wladimir Wernadski (1863–1945), Geologe
- Pjotr Wjasemski (1792–1878), Dichter und Literaturkritiker

## Gedenkmünzen

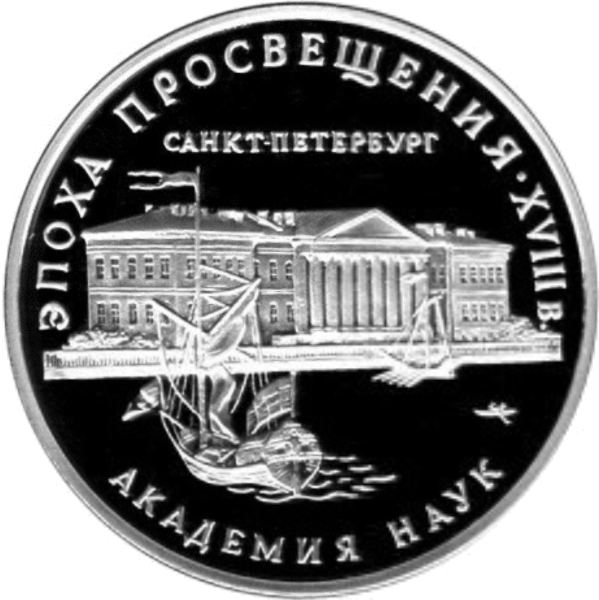
Silber-Gedenkmünze von 1992

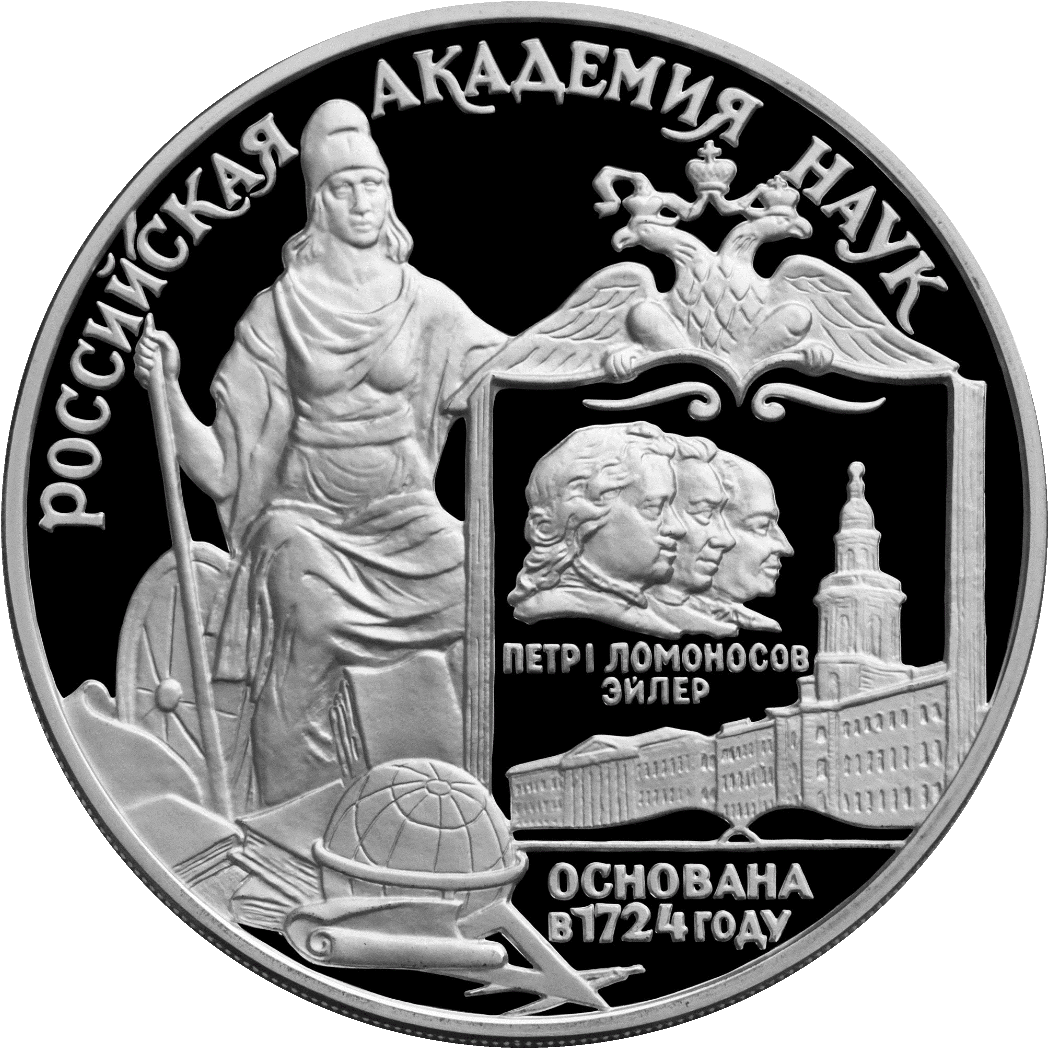
Die 1999 herausgegebene, der RAN gewidmete Gedenkmünze

1992 wurde im Zuge der Serie „1000 Jahre Russland“ eine russische Gedenkmünze zu Ehren der Akademie herausgegeben. Außerdem wurde die Russische Akademie der Wissenschaften im Jahre 1999 anlässlich ihres 275-jährigen Bestehens auf einer russischen Drei-Rubel-Münze aus Silber verewigt. Auf dieser sind neben dem alten Petersburger Gebäude der Akademie drei Schlüsselfiguren ihrer Gründung – Peter I, Lomonossow und Euler – sowie die Weisheitsgottheit Minerva abgebildet.

## Russische Akademie der Naturwissenschaften
Von der Russische Akademie der Wissenschaften ist die sogenannte Russische Akademie der Naturwissenschaften abzugrenzen (RANW, Russian Academy of Natural Sciences; Российская академия естественных наук). Sie ist eine Nichtregierungsorganisation in Moskau und eine Einrichtung ohne Hochschulrang (Status H-), die wegen der Förderung von Pseudowissenschaften in die Kritik geraten ist. In einer Stellungnahme der Zentralstelle für ausländisches Bildungswesen zur RANS aus einem Urteil des Verwaltungsgerichts München heißt es, das Geschäftsmodell der RANS bestehe darin, „Interessenten auf kommerzieller Basis den Erwerb eines Kandidaten- oder Doktorgrades zu ‚erleichterten‘ Bedingungen zu ermöglichen“.